# 증거
증거(證據, evidence)는 형사재판에서 범죄에 대한 사실관계를 입증(확정)하기 위해 사용되는 자료다.
형사소송법에서는 사실의 인정은 증거에 의한다고 규정하고 있는데 이를 증거재판주의라 한다(형사소송법 제307조).
증거에는 증거방법과 증거자료의 두 가지 의미가 포함된다.
증거방법이란 사실인정의 자료가 되는 유형물 자체를 말하는 것으로 증인·증거서류 또는 증거물이 이에 속한다. 이에 대하여 증거자료란 증거방법을 조사하면서 알게 된 내용을 말하는 것으로, 예컨대 증인신문에 의하여 얻게 된 증언·증거물의 조사에 의하여 알게 된 증언·증거물의 조사에 의하여 알게 된 증거물의 성질이 그것이다.

## 종류
증명의 대상이 되는 사실의 증명에 직접 이용되는 증거를 직접증거, 직접사실을 추단케 하는 증거를 간접증거 또는 정황증거라 한다. 또한 자기가 거증책임을 지는 사실을 증명하기 위한 증거를 본증, 그것을 다투는 상대방이 제출하는 증거를 반증이라 한다. 그리고 적극적인 증거에 대하여 단순히 증거의 증명력을 다투기 위한 증거를 탄핵증거라 한다(형사소송법 제318조의 2). 당사자주의적 변론주의하에서는 당사자간에 다툼이 있는 사실만 증거로서 증명함을 요하지만(민사소송법 제261조), 실체적 진실주의가 적용되는 형사소송에 있어서는 자백한 사실이라도 그 사실은 증거에 의하지 아니하면 인정되지 아니한다(형사소송법 제310조). 현행법은 증거의 가치, 즉 증거의 증명력을 판단함에 있어서 자유심증주의를 채택하고 있다(민사소송법 제187조, 형사소송법 제308조).

## 본증과 반증
원고는 민사소송에서 주장을 하는데, 이 주장에 대해서 피고는 부인을 할 수 있다. 주장은 본증을 해서 법관이 확신을 갖도록 해야 하며, 부인은 반증으로서 법관의 확신이 흔들리게 하면 된다. 따라서, 원고가 주장하고 피고가 부인하는 경우, 양자의 주장이 모두 일리가 있거나 없어서 진위불명이 된 경우, 입증책임은 원고에게 있기 때문에, 원고가 패소한다.
피고는 부인 말고도 항변을 할 수 있다. 피고의 항변은 본증이므로 법관이 확신을 갖도록 해야 하며, 원고는 이에 대해 부인을 할 수 있다. 부인은 반증으로서 법관의 확신이 흔들리게 하면 된다. 피고가 항변하고 원고가 부인하는 경우, 양자의 주장이 모두 일리가 있거나 없어서 진위불명이 된 경우, 입증책임은 피고에게 있으므로 피고가 패소한다.

## 증거능력과 증명력
유형물이 증거방법으로서 증거조사의 대상이 될 자격이 있는 것을 증거능력이라 한다.

## 증거서류와 증거물인 서면의 구분
이와 관련 견해의 대립이 있는데 1) 절차기준설과 2) 내용기준설 3) 작성자기준설 4) 구별부인설이 있다.
1. 절차기준설: 당해사건의 소송절차에서 작성된 사면으로서 그 보고적 내용이 증거로 사용되는 서유가 증거서류이고, 그 이외의 서류가 증거물인 서면이라고 보아 수사기관 작성의 진술조서, 검증조서도 증거서류에 포함된다고 본다.
2. 내용기준설: 서면의 내용을 증거로 하는 것이 증거서류이며 서면의 내용과 동시에 그 존재 또는 상태가 증거로 되는 것이 증거물인 서면이라고 보는 입장이다.
3. 작성자기준설: 당해 소송절차에서 법원 또는 법관의 면전에서 법령에 의하여 작성된 서면이 증거서류이고 그 이와의 서류가 증거물인 서면이라고 보는 견해이다. 이 견해는 수사기관 작성의 조서나 법관의 조서라도 다른 사건의 조서는 증거물인 서면에 해당한다고 본다.
4. 구별부인설: 서증을 증거물인 서면과 증거서류로 구별할 필요가 없으며 서류의 내용이 증거로 되는 서류는 모두 증거서류에 해당한다는 견해이다.

## 디지털증거
- 정보저장매체에 저장된 문건 또는 그로부터 출력된 문건을 증거로 사용하기 위해서는 저장매체 원본에 저장된 내용과 출력한 문건의 동일성이 인정되어야 하고, 이를 위해서는 디지털 저장매체 원본이 수집(압수) 시부터 문건 출력 시까지 변경되지 않았음(무결성)이 담보되어야 하며, 위 문건을 진술증거로 사용하는 경우 그 기재 내용의 진실성에 관하여는 전문법칙이 적용된다[1].

## 무인장비로 촬영한 사진의 증거능력
무인장비에 의한 제한속도 위반차량 단속은 수사활동의 일환으로서 도로에서의 위험을 방지하고 교통의 안전과 원활한 소통을 확보하기 위하여 도로교통법령에 따라 정해진 제한속도를 위반하여 차량을 주행하는 (1) 범죄가 현재 행하여지고 있고, (2) 그 범죄의 성질, 태양으로 보아 긴급하게 증거보전을 할 필요가 있는 상태에서 (3) 일반적으로 허용되는 한도를 넘지 않는 상당한 방법에 의한 것이라고 판단되므로, 이를 통하여 운전 차량의 차량번호 등을 촬영한 사진을 두고 위법하기 수집된 증거로서 증거능력이 없다고 말할 수 없다

## 같이 보기
- 입증

## 참고 문헌
- 손동권, 『형사소송법』, 세창출판사, 2010. (ISBN 8984112968)